# Vrchy (Podbeskydská pahorkatina)
Vrchy (německy Sklenauerberg) jsou kopec s nadmořskou výškou 424,2 m, který se nachází v Podbeskydské pahorkatině v západní části katastru vesnice Dolní Sklenov (část obce Hukvaldy) v okrese Frýdek-Místek v Moravskoslezském kraji. Často je nesprávně nazýván jako Fojtovy vrchy. Tento název však náleží nedalekému vrcholu s nadmořskou výškou 418 m. Vrchol kopce nabízí výhled po okolní krajině, panoramatické informační tabule a také jednoduchou sloupovou dřevěnou zvonici (zvoničku) s litinovým zvonem. Zvonici postavili v roce 2011 místní občané z Klubu českých turistů a autorem zvonice je Petr Návrat. Na vrchol kopce vede naučná stezka Leoš Janáček očima dětí.

## Nápis na zvonici
| „ | V ROCE 2011 PRO POTĚŠENÍ POUTNÍKŮ A SPOLUOBČANŮ VYBUDOVAL ODBOR KČT HUKVALDY AUTOR PETR NÁVRAT | “ |

## Další informace
- Přibližně jižním směrem se nachází kopec Fojtovy vrchy s nadmořskou výškou 418 m.

- Vrchy se používají také pro paragliding.

## Galerie

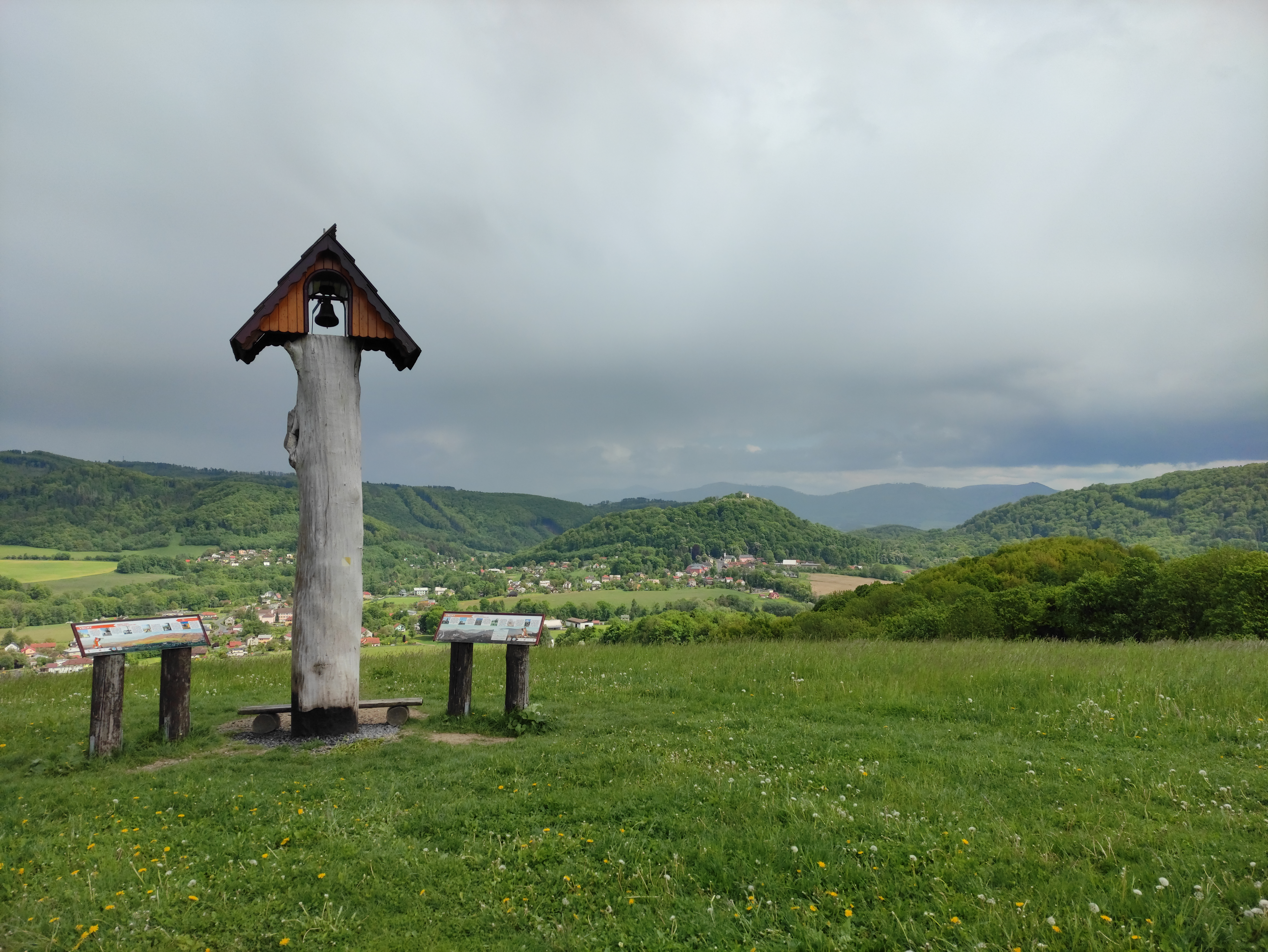
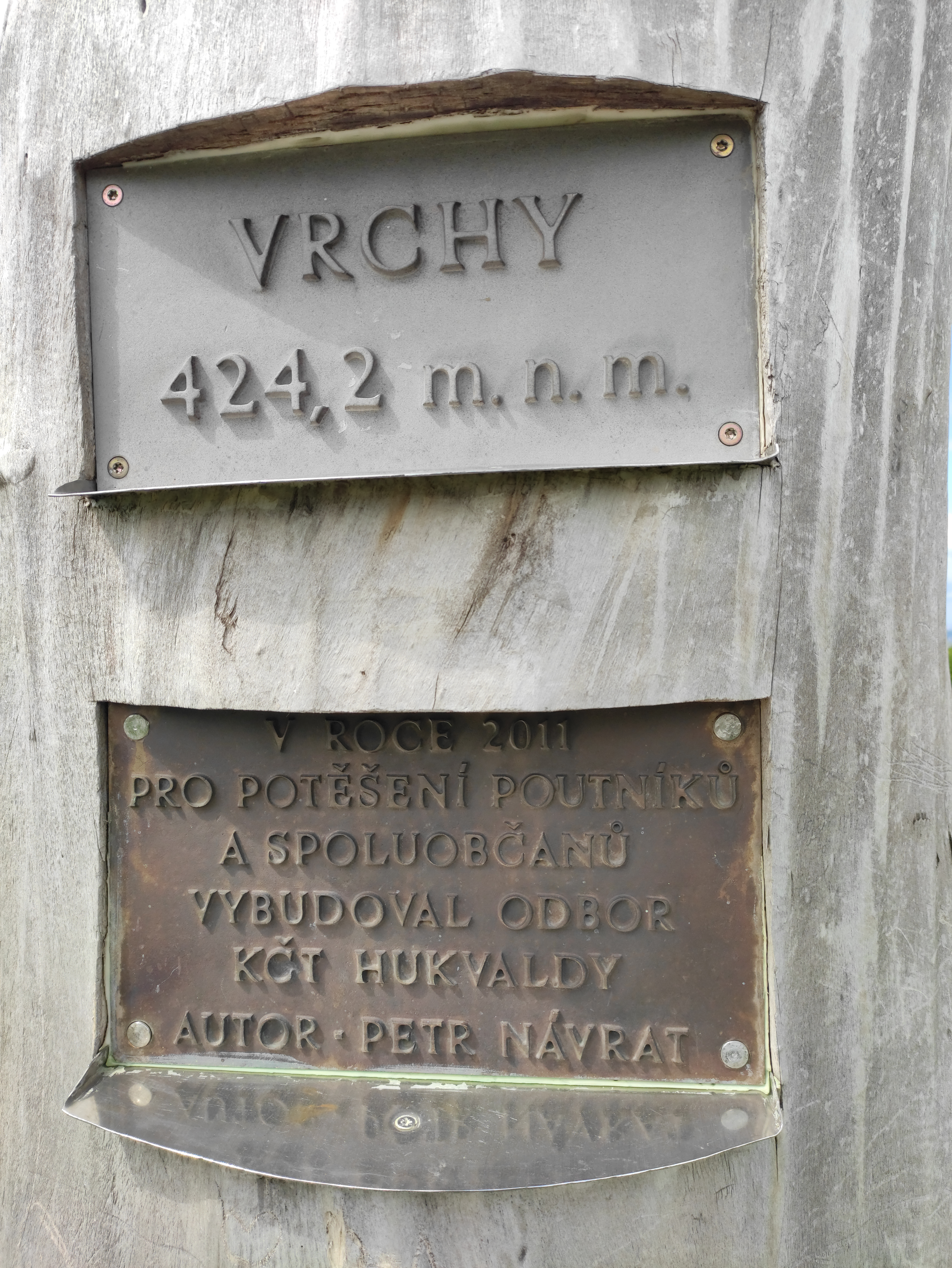
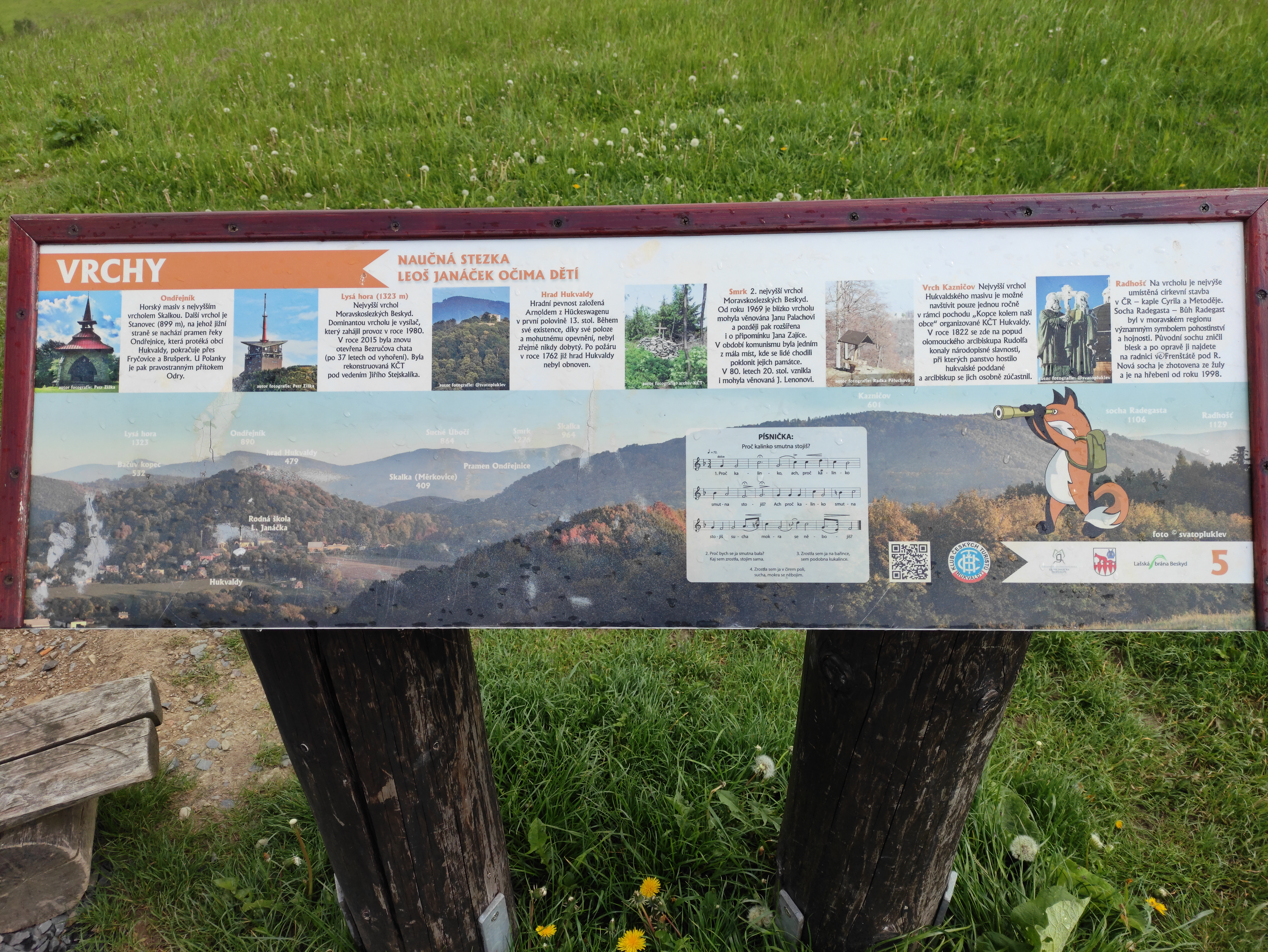
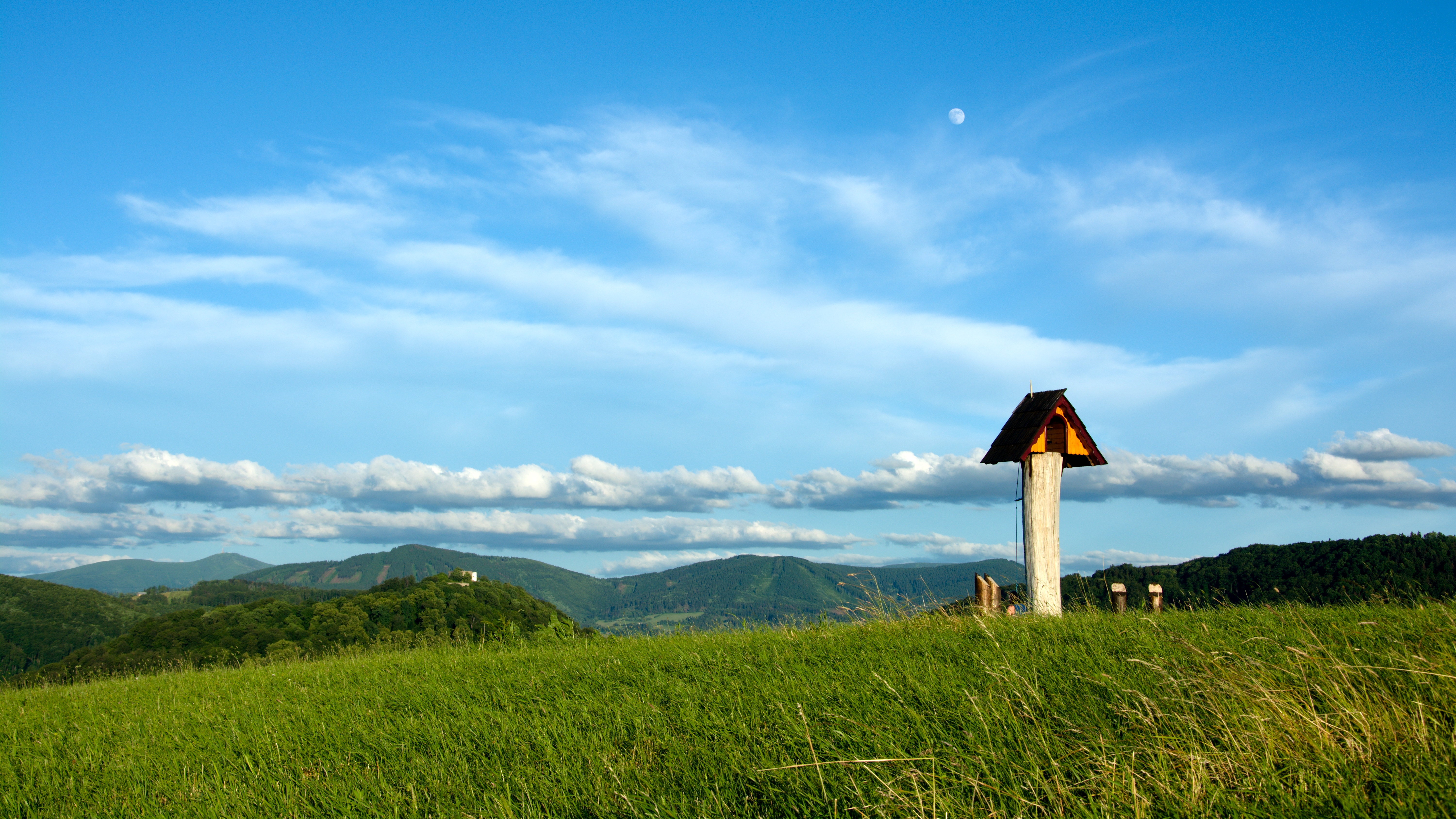
Zvonice na Vrchách. V pozadí hrad Hukvaldy a Lysá hora.